# 구누기야마역
구누기야마역(일본어: くぬぎ山駅, くぬぎやまえき)은 일본 지바현 가마가야시에 있는 신케이세이 전철 신케이세이 선의 역이다. 역 번호는 SL09이다.
구누기야마 차량기지 소재역이며, 일부 열차가 당역에서 시발・종착한다.

## 역 구조
섬식 승강장 1면 2선의 플랫폼을 가진 고가역이다.

### 타는 곳
| 1 | 신케이세이 선 | 신카마가야・기타나라시노・신쓰다누마・게이세이쓰다누마・ 게이세이선 방면 |
| 2 | 신케이세이 선 | 모토야마・야바시라・마쓰도 방면                                          |

## 역세권 정보
- 신케이세이 전철 본사
- 신케이세이 전철 구누기야마 차량기지
- 육상자위대 마쓰도 주둔지
- 마쓰히다이 공업 단지
- 마쓰도미나미 우체국
- 호쿠소 철도 호쿠소 선 오마치역 (도보 10분)
- 국도 제464호선

## 역사
- 1955년 4월 21일: 영업 개시.
- 2008년 3월 21일: 이 날의 출발지에서 엘리베이터 사용 개시.

## 사진

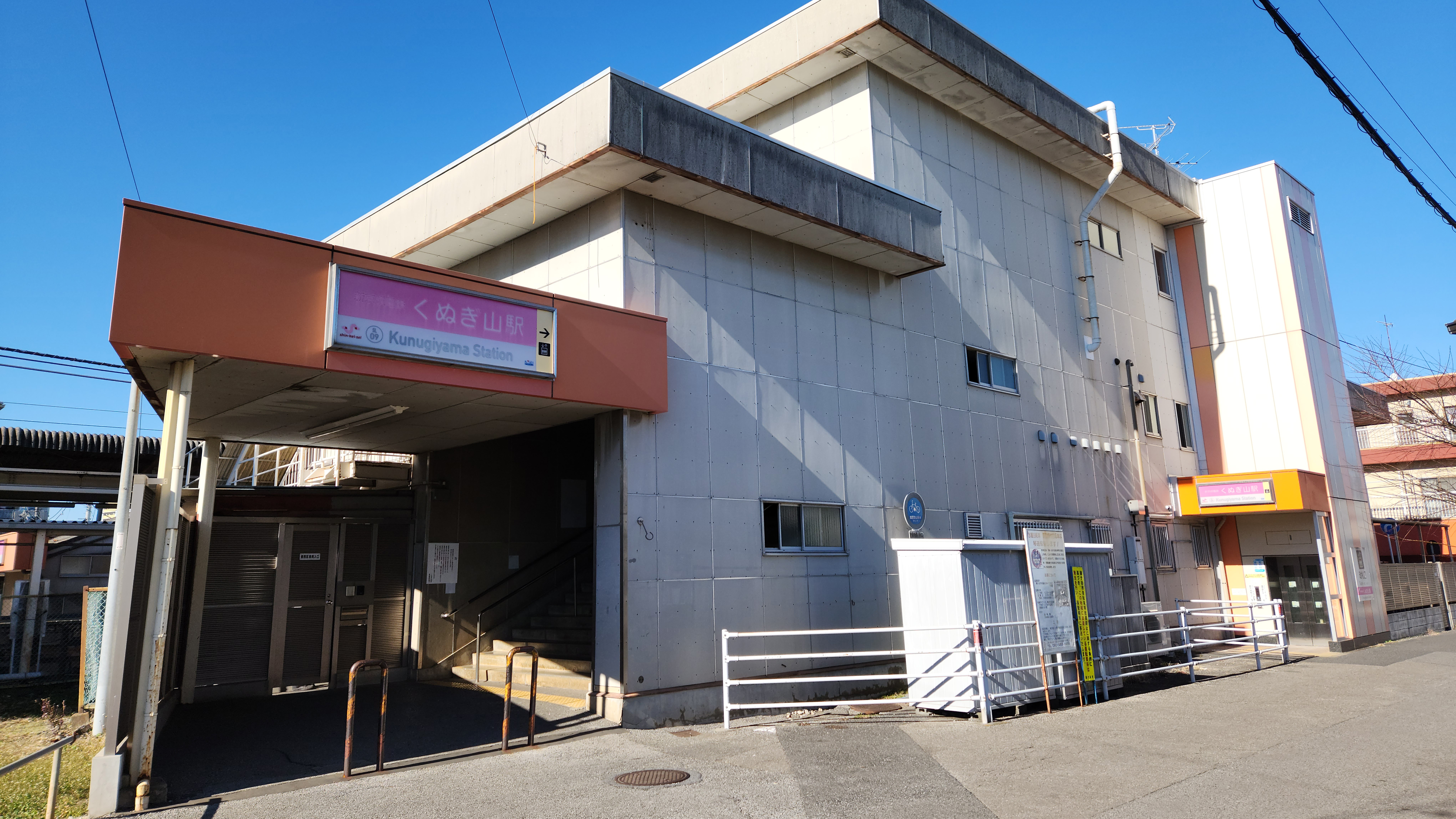
동쪽 출입구(2023년 1월 1일)

## 인접역
| 신케이세이 전철 신케이세이 선 | 신케이세이 전철 신케이세이 선 | 신케이세이 전철 신케이세이 선            |
| ----------------------------- | ----------------------------- | ---------------------------------------- |
| SL 08 모토야마 마쓰도 방면    |                               | 기타하쓰토미 SL 10 게이세이쓰다누마 방면 |